# 丸田佳奈
丸田 佳奈（まるた かな、1981年8月20日 - ）は、日本の産婦人科医、モデル、タレント。 

## 来歴
北海道網走市出身。北海道北見北斗高校、日本大学医学部医学科を卒業。
総合周産期母子医療センター勤務の後、現在は診療所で外来診療や分娩、手術を担当する一方で、現役医師の立場から、テレビやラジオ、雑誌等メディアを通じてコメンテーターを主としたタレント活動も行っている。

## 人物・エピソード
- 北海道網走市出身。両親と弟妹の5人家族。父方の曽祖父が本州から移り住んで大工の組を作り、それを株式会社にしたのが祖父で、父が3代目（父は一級建築士[3]）。家族に医療関係者はいない[4]。
- 学生時代に過度のダイエットから拒食症となり、治療のため産婦人科に通院した経験から、周囲で同様に悩む人たちの役に立ちたいと思い、産婦人科医を志すようになる[4]。
- 高校は北見市に住む母方の祖父母宅から通っていた。国立大学の医学部を目指したが受験に失敗し、2浪後に日本大学医学部に入学。自身のインタビューで、「1年留年、1年休学を経て、28歳の時に一人前の医師となった」と語っている[5]。
- 医学部4年時に出場したミス日本コンテストにおいて、「ミス“ネイチャー”」を受賞[4]。
- 研修医時代に大学からの派遣で来ていた7歳年上の医師と出会い結婚。2017年1月に第一子（長女）を出産[4][6]、2023年1月に第二子出産を公表[7]。
- 趣味は旅行、ドライブ、ジャズダンスなど。

## 受賞歴
- 第39回（2007年度）ミス日本ネイチャー[4]
- 第15回（2023年）ベストマザー賞 [2]

## 出演

### テレビ
- よんチャンTV(毎日放送)
- ノンストップ!（フジテレビ）
- そこまで言って委員会NP（読売テレビ）
- ゴゴスマ -GO GO!Smile!-（CBCテレビ）
- あさパラS（読売テレビ）
- NEWS ONE（東海テレビ）- 隔週水曜日
- ドデスカ!（メーテレ）- 隔週金曜日
- チャント!（CBCテレビ）（2019年9月18日- 2020年10月1日）- 不定期出演
- クイズプレゼンバラエティー Qさま!!（テレビ朝日）
- キスマイBUSAIKU!?（フジテレビ）
- 嵐を呼ぶあぶない熟女（TBS）
- マスカレードな女たち（フジテレビ）
- ペケ×ポン（フジテレビ）
- Beauty Recipe〜キレイになる賢い時間の過ごし方〜（フジテレビ）
- 中居正広のミになる図書館（テレビ朝日）
- Dr.カモシレナ医（日本テレビ）
- THEシークレット検診（日本テレビ）
- たかじんNOマネー〜人生は金時なり〜（テレビ大阪）
- 駆け込みドクター!運命を変える健康診断（TBS）
- 名医のTHE太鼓判!（TBS）
- 今夜くらべてみました（日本テレビ）
- ワイド!スクランブル（テレビ朝日）
- ネプリーグ（フジテレビ）
- チャージ730（テレビ東京）
- ダラケ! 〜お金を払ってでも見たいクイズ〜（BSスカパー!）
- BAZOOKA!!!（BSスカパー!）
- 美活のマル秘レシピ（TBS）
- クイズサバイバー（テレビ朝日）
- 情報プレゼンター とくダネ!（フジテレビ）
- バラいろダンディ（TOKYO MX）
- なるほどプレゼンター!花咲かタイムズ（CBCテレビ、2025年3月8日）

### ラジオ
- 垣花正 あなたとハッピー!（ニッポン放送）
- 尾木ママのマンマミーア（TOKYOFM）
- 橋幸夫の地球楽団（TBSラジオ）
- 生島ヒロシのサタデー一直線（TBSラジオ）

### 掲載
- スポーツニッポン - リレーコラム「センセイ!教えて」レギュラー
- 週刊ポスト（小学館）
- andGIRL（M-ON）
- MORE（集英社）
- FYTTE（学研パブリッシング）
- MAQUIA（集英社）
- 美的（小学館）
- SPRING（宝島社）
- からだにいいこと（祥伝社）
- ゆほびか（マキノ出版）
- ビーズアップ（スタンダードマガジン）
- ヨガジャーナル（セブンアンドアイ出版）
- with（講談社）
- 日経WOMAN（日経BP）
- JJ（光文社）
- aene（学研パブリッシング）
- Ray（主婦の友社）
- steady.（宝島社）
- 美人百花（角川春樹事務所）
- AneCan（小学館）
- an・an（マガジンハウス）
- ラーラぱど（ぱどデザイン工房）
- VOCE（講談社）
- 姉ageha（medias）
- 女性セブン（小学館）
- Pre-mo（主婦の友社）
- レタスクラブ（KADOKAWA）
- 赤すぐ（リクルート）

## 書籍
- 間違いだらけの産活（学研パブリッシング、2014年）
- キレイの秘訣は女性ホルモン-女医・丸田佳奈が答える47の悩み相談（小学館、2016年）